# Kyle Negomir
Kyle Negomir (3 ottobre 1998) è uno sciatore alpino statunitense, vincitore della Nor-Am Cup nel 2019.

## Biografia
Attivo in gare FIS dal novembre del 2014, Negomir ha esordito in Nor-Am Cup il 30 novembre 2015 a Copper Mountain in slalom gigante, senza qualificarsi per la seconda manche, e in Coppa del Mondo il 2 dicembre 2018 a Beaver Creek nella medesima specialità, senza completare la prova. Il 7 dicembre 2018 ha colto a Lake Louise in supergigante il suo primo podio in Nor-Am Cup (3º) e il 14 marzo 2019 la sua prima vittoria, a Burke Mountain in slalom speciale; in quella stessa stagione 2018-2019 si è aggiudicato la Nor-Am Cup generale. Ai Mondiali di Courchevel/Méribel 2023, sua prima presenza iridata, si è classificato 17º nel supergigante; non ha preso parte a rassegne olimpiche.

## Palmarès

### Coppa del Mondo
- Miglior piazzamento in classifica generale: 93º nel 2025

### Nor-Am Cup
- Vincitore della Nor-Am Cup nel 2019
- Vincitore della classifica di supergigante nel 2020
- 15 podi:
  - 4 vittorie
  - 7 secondi posti
  - 4 terzi posti

#### Nor-Am Cup - vittorie
| Data             | Località        | Paese       | Specialità |
| ---------------- | --------------- | ----------- | ---------- |
| 14 marzo 2019    | Burke Mountain  | Stati Uniti | SL         |
| 10 dicembre 2022 | Copper Mountain | Stati Uniti | SG         |
| 10 dicembre 2022 | Copper Mountain | Stati Uniti | SG         |
| 13 marzo 2025    | Sugarloaf       | Stati Uniti | SG         |

Legenda:

SG = supergigante

SL = slalom speciale

### Campionati statunitensi
- 2 medaglie:
  - 1 oro (supergigante nel 2023)
  - 1 argento (supergigante nel 2024)